# Gusztáv Juhász
Gusztáv Juhász, auch Augustin Iuhász, (* 19. Dezember 1911 in Temesvár, Österreich-Ungarn; † 20. Januar 2003 in New York) war ein rumänischer Fußballspieler und -trainer. Er bestritt insgesamt 211 Partien in der rumänischen Divizia A und der ungarischen Nemzeti Bajnokság. Außerdem stand er im Aufgebot für die Fußball-Weltmeisterschaft 1934.

## Karriere als Spieler

### Verein
Juhász begann im Alter von zwölf Jahren mit den Fußballspielen in seiner Heimatstadt Timișoara bei Chinezul, das in den 1920er-Jahren der führende rumänische Verein war. Im Jahr 1930 rückte er in die erste Mannschaft auf, ein Jahr später wechselte er zum Lokalrivalen RGMT. Nach einem Jahr bei Juventus Bukarest wechselte Juhász im Jahr 1933 zu CAO Oradea in die höchste rumänische Spielklasse, die Divizia A.
Mit CAO konnte Juhász zwar in der Saison 1934/35 die Vizemeisterschaft erringen, der große Wurf – die Meisterschaft – gelang ihm jedoch erst, als er in der Saison 1939/40 für Venus Bukarest spielte. Nach nur einem Jahr kehrte er nach Oradea zurück, das nach dem Zweiten Wiener Schiedsspruch nunmehr als Nagyváradi AC in der zweiten ungarischen Liga spielte. Nach dem sofortigen Aufstieg konnte er im Jahr 1944 auch die ungarische Meisterschaft gewinnen.
Nach dem Ende des Zweiten Weltkrieges kam Oradea zurück zu Rumänien und der Nagyváradi AC spielte als Libertatea Oradea wieder in den rumänischen Ligen. Vor der Wiederaufnahme des überregionalen Spielbetriebs wechselte Juhász aber zum Lokalrivalen Crișana CFR Oradea in die Divizia B, ehe er im Jahr 1947 als Spielertrainer zu Libertatea zurückkehrte und ein Jahr später seine aktive Laufbahn beendete.

### Nationalmannschaft
Juhász absolvierte 21 Spiele für die rumänische Fußballnationalmannschaft, erzielte jedoch kein Tor. Sein Debüt hatte er 27. Dezember 1934 gegen Griechenland. Obwohl er noch kein Länderspiel bestritten hatte, war er zuvor von Nationaltrainer Josef Uridil ins Aufgebot für die Fußball-Weltmeisterschaft in Italien berufen worden, kam dort aber nicht zum Einsatz.

## Karriere als Trainer
Juhász trainierte vom 20. bis zum 26. Spieltag der Saison 1946/47 ITA Arad und gewann mit dem Klub die Rumänische Meisterschaft.
In seiner letzten aktiven Spielzeit war Juhász Spielertrainer bei Libertatea Oradea. Nachdem er im Jahr 1948 die Fußballstiefel an den Nagel gehängt hatte, widmete er sich ganz der Trainertätigkeit und betreute verschiedene Vereine in Oradea. Nach einem Jahr bei Explosivi Oradea kehrte er im Jahr 1950 zu Libertatea (jetzt als ICO Oradea) zurück. Er konnte jedoch nicht verhindern, dass der Meister des Vorjahres nicht mehr an die großen Erfolge der 1940er-Jahre anknüpfen konnte.
Nach fünf Jahren beim unterklassigen Team von Dinamo Oradea zog Juhász sich im Jahr 1957 zunächst zurück und übernahm erst im Jahr 1966 bei Crișul Oradea (später FC Bihor Oradea) einen Trainerjob. In den acht wechselhaften Jahren bei Crișul erlebte er drei Abstiege und zwei Aufstiege, ehe er im Jahr 1973 in den Ruhestand trat.

## Erfolge

### Als Spieler
- WM-Teilnehmer: 1934 (Ersatzspieler)
- Rumänischer Meister: 1939/40
- Ungarischer Meister: 1943/44

### Als Trainer
- Rumänischer Meister: 1946/47
- Aufstieg in die Divizia A: 1968, 1971